# Palou (Sant Pere de Torelló)
Palou és una masia de Sant Pere de Torelló (Osona) protegida com a Bé Cultural d'Interès Local.

## Descripció
Masia de diversos cossos adossats i de diferent alçada, visualitzant-se en planta en forma d' L. L'entrada es troba a la part de llevant on el carener és paral·lel a la façana. Els careners del teulat són perpendiculars a migdia des d'on observem clarament tres cossos d'alçada graonada. En primer pla hi ha una cabana sostinguda per un gros cavall de fusta; el cos següent consta de planta baixa, pis i golfes; el següent, i més elevat, ubica el portal de llevant i consta d'un pis més que l'anterior i a la part de les golfes s'obren unes petites galeries orientades a migdia. És construïda bàsicament amb pedra. Es conserven alguns finestrals originals de llinda plana. El portal principal és adovellat i d'arc pla.

## Història
Es troba dins del terme de l'antic nucli de la Vola, vella demarcació coneguda per AVETOLA i documentada des del 923. La parròquia de Sant Andreu de la Vola, a redós de la qual es formà el nucli, encara que tingui orígens més antics, fou dotada i renovada l'any 1031.
El mas Palou està registrat al fogatge de 1553 de la parròquia i terme de la Vola i curull. Aleshores habitava el mas PERE PALOU.
Actualment el mas es troba unit al patrimoni dels Bracons, els quals tenen altres propietats en aquest indret. Sembla que conserven documentació des del segle xii.
També consta en el cens de Sant Andreu de la Vola de 1780.
Està situat a l'indret conegut com el Veïnat de Dalt.